# 이수호 (가수)
이수호(2000년 4월 26일 ~ )은 대한민국의 트로트 가수이다. 키는 180cm 몸무게 73kg이다. 불타는트롯맨 준결승에 진출했다. 2023년 싱글 [With you]로 데뷔했다.

## 방송
- 불타는 트롯맨 (2022) - Top13
- 미스터트롯3 (2024) - Top15